# Millington (Illinois)
Millington é uma vila localizada no estado americano de Illinois, no Condado de Kendall e Condado de La Salle.

## Demografia
Segundo o censo americano de 2000, a sua população era de 458 habitantes.
Em 2006, foi estimada uma população de 495, um aumento de 37 (8.1%).

## Geografia
De acordo com o United States Census Bureau tem uma área de
1,5 km², dos quais 1,4 km² cobertos por terra e 0,1 km² cobertos por água.

## Localidades na vizinhança
O diagrama seguinte representa as localidades num raio de 12 km ao redor de Millington.